# Епиталио
Епита̀лио или Агулинѝца (на гръцки: Επιτάλιο, до 1927 Αγουλινίτσα, Агулиница) е село в Западна Гърция, част от дем Пиргос. Според преброяването от 2001 година Епиталио има 1893 жители.

## Личности
Родени в Епиталио
- Георгиос Ксидис (? – 1907), гръцки андарт, загинал на 16 юли 1907 година в битката при Лошница